# Казе Фаци (Парма)
Казе Фаци је насеље у Италији у округу Парма, региону Емилија-Ромања.
Према процени из 2011. у насељу је живело 20 становника. Насеље се налази на надморској висини од 693 м.